# Pëtr Petrovič Lanskoj
Pëtr Petrovič Lanskoj (in russo Ланской, Пётр Петрович?; 13 marzo 1799 – 6 maggio 1877) è stato un generale russo.

## Biografia
Era il figlio di Pëtr Sergeevič Lanskoj, e di sua moglie, Elizaveta Romanovna Leparskaja.

## Carriera
È stato istruito a casa e iniziò il suo servizio militare nel 1818 in un reggimento di cavalleria. Nel mese di ottobre 1843 venne promosso a maggiore, sei mesi più tardi fu nominato comandante del reggimento di cavalleria. Nel 1853 venne promosso a tenente generale.
Combatté nella guerra di Crimea. Il 26 agosto 1856 fu  nominato capo della divisione di cavalleria. Nel 1865 fu governatore generale di San Pietroburgo. Nel 1866 venne promosso al grado di generale.

## Matrimonio
Nel 1844, incontrò Natal'ja Nikolaevna Gončarova, la vedova del grande poeta Aleksandr Sergeevič Puškin, e nel maggio le propose di sposarlo e lei accettò. La coppia si sposò il 16 luglio 1844 a Strelna. Ebbero tre figlie:
- Aleksandra Petrovna (1845-1919), sposò Ivan Andreevič Arapov, ebbero tre figli;
- Sof'ja Petrovna (20 aprile 1846 - 1910), sposò Nikolaj Nikolaevič Šipov, ebbero quattro figli;
- Elisaveta Petrovna (17 marzo 1848 - 1916), sposò in prime nozze Nikolaj Andreevič Arapov e in seconde nozze Sergej Il'janovič Bibikov.

Pëtr non si prese cura solo delle sue figlie, ma anche dei figli del primo matrimonio di Natal'ja. Dopo la morte della moglie si fece carico dei figli e lasciarono la Russia nel 1862.

## Morte
Morì il 6 maggio 1877. Fu sepolto nel Monastero di Alexander Nevskij, nella stessa tomba con la moglie.